# 原野正章
原野 正章（はらの まさあき、1992年7月26日 - ）は、日本の俳優である。

## 人物
- スタービートエンターテイメントLLC所属、演劇集団GEKIIKEメンバー
- 特技は歌、野球、スノーボード、スキー、釣り、リコーダー
- 趣味はカラオケ、乗馬（3級）、ハンドスプリング

## 出演

### 舞台
- 2013
  - 「激動-GEKIDO-」（新国立劇場中劇場）
- 2014
  - 「永遠にムーン」（サンモールスタジオ）- 石上広樹 役
  - 演劇集団イヌッコロ「恋するアンチヒーロー」（劇場MOMO）- ガルブルー 役
  - 「男・オブ・スティール」（上野ストアハウス）
- 2015
  - 「レンアイドッグス」（サンモールスタジオ）- 悪魔 役
  - 舞台「MEIDO IN HEAVEN」（2015年9月8日 - 14日、劇場MOMO）- ホワン 役
  - 「バック島ザフューチャー」（上野ストアハウス）- 主演・時雄 役
  - ミュージカル「ヘタリア〜Singin’in the World〜」（六本木ブルーシアター）- 神聖ローマ 役 / アンサンブル
- 2016
  - Asterism vol,02「Judgment Day」（シアター風姿花伝）- 主演・宇野颯人 役
  - Asterism vol,03「NoLimit」（TACCS1179）- 一悟 役
- 2017
  - Asterism vol,04「THE LAST SONG」（Box in Box）
  - 舞台「プリンス・オブ・ストライド THE LIVE STAGE」エピソード4[1]（シアター1010）- 夏凪瞳弥 役
  - 舞台「恋するアンチヒーロー」（新宿スターフィールド ）主演
  - Asterism vol.05「NoLimit-Replays」（BIG TREE THEATER）- 一悟 役
  - 「ROSE GUNS DAYS〜Season2〜」（2017年12月6日 - 10日、ラゾーナ川崎プラザソル）- チャールズ・茶谷 役
- 2018
  - 「ROSE GUNS DAYS〜Season3〜」[2]（2018年3月7日 - 11日、シアターサンモール）- チャールズ・茶谷 役
  - 舞台『プリンス・オブ・ストライド THE LIVE STAGE』エピソード5[3]（シアター1010 / ピロティーホール）- 夏凪瞳弥 役
  - 「ニューシネマパラダイちゅ」[4]（エコー劇場）
  - 「ポセイドンの孫と Y シャツと私」（上野ストアハウス）- 桐原譲 役
  - 「学園デスパネル」（万松寺白龍ホール）- 巡査 役
  - 「ペインコレクター」（BIGTREE THEATER）- 西翔太 役
  - 「ら・ら・ら・ららんど〜天使っぽい君にラブソングを〜再演！？」（新宿村LIVE）- 三木 役
  - 「ROSE GUNS DAYS〜Last Season〜」（2018年12月28日 - 31日、シアターサンモール）- チャールズ・茶谷 役
- 2019
  - 舞台『忍び、恋うつつ』[5]（2019年1月18日 - 27日、新宿村LIVE）- 主演・猿飛咲助 役
  - ピウス企画×人狼TLPT  人狼TLPTS「トランスミッション」（2019年2月6日 - 17日、萬劇場）- パスカル 役
  - 「邪悪・ナイト・ライジング～ダレンジャーズ・エピソード0～」（2019年4月24日 - 29日、築地本願寺ブディストホール）- シャッフル 役
  - ピウス企画「プレイルーム」（2019年5月15日 - 19日、シアターKASSAI）- 桐野範容 役
  - ピウス企画「モナルコマキ-石川五右衛門異譚-」（2019年6月26日 - 30日、シアターグリーン BIG TREE THEATER）- 猿飛佐助 役
  - 進戯団 夢命クラシックス15周年記念公演#23「Lullaby」（2019年10月3日 - 6日、シアターサンモール）- 伊達政宗 役
- GEKIIKE公演
  - 第3回 「君に降りそそぐ、天上の花」（2012年9月21日 - 30日、劇場HOPE） - 和夫 役
  - 第4回「空翔ける雷鳴の夜に」（2013年11月、劇場Vatios） - 間城隼輔 役
  - GEKIIKE×シザーブリッツ コラボ公演 舞台「ポセイドンの孫とYシャツと私」（2014年3月26日 - 31日、サンモールスタジオ） - 天邪鬼 役
  - 第5回「宵闇に咲く雨」（2014年10月3日 - 14日、シアター風姿花伝） - 義介 役
  - 第6回 「空翔ける雷鳴の夜に」-再演-（2015年4月4日 - 5日、薫的会館 / 4月10日 - 20日、シアター風姿花伝） - 間城俊輔 役
  - 第7回 「月下燦然ノ星-帝都奇譚-」（2015年10月15日 - 26日、シアターグリーンBox in Box） - 村主弥乃助 役
  - 第8回 「あまつきつねの鬼灯」[6]（2016年11月17日 - 28日、シアターグリーンBox in Box） - 犬牙 役
  - 第9回「漆黒の戰花」（2018年1月17日 - 28日、新宿村LIVE）- 直斗 役
  - 第10回「光芒のマスカレード-月光仮面異聞-」[7][8]（2019年7月26日 - 8月12日、新宿村LIVE） - 香坂秋人 役
  - 第11回「HIT LIST」[9]（2020年8月26日 - 30日、全労済ホール スペース・ゼロ / 9月4日 - 6日、ABC Hall / 9月11日 - 13日、北九州芸術劇場中劇場） - 久富豆太郎 役

### 映画
- カイジ2～人生奪回ゲーム～（2011年）
- LD♥K（2013年）
- 月下燦然ノ星 THE MOVIE（2016年、下北沢トリウッド）- 村主弥乃助 役
- 維新烈風 天狗判官（2018年）- 沖田総司 役

### その他
- ニコニコ生放送「わしはら」（2015年4月28日 -2018年9月25日 、毎週火曜日（2週間に1回の火曜日更新）22時～23時）
- LINELIVE公式チャンネル わしはら「火曜の夜は笑わNight!!」（2018年10月17日 - 、第二・第四火曜日22時～23時）